# Det kringlede hus
Det kringlede hus er titlen på en roman af Agatha Christie, som blev udgivet i England i 1949 med originaltitlen Crooked House. Den kombinerer genrerne kriminalroman og spændingsroman. Kriminalkommisær Taverner og hans uformelle assistent, Charles Hayward optræder ikke i andre af Christies romaner.

## Plot
Charles Hayward, der netop er vendt tilbage fra udenrigstjenesten i Cairo, er fast besluttet på at gifte sig med Sophia Leonides. Imidlertid bliver hendes bedstefar, den særdeles velhavende Aristide Leonides, myrdet, og da Sophia er blandt de mistænkte, giver Charles' far, der er overordnet politiofficer ved Scotland Yard, sønnen muligheden for at medvirke ved opklaringen. 
Der foregår dog ikke megen egentlig opklaring, og der er ikke egentlige beviser mod nogen af de mistænkte. Kompositionen med få spor og den romantiske affære er typiske for Christies tidligere spændingsromaner.  Motivet kan muligvis findes i den afdødes testamente, som er omgærdet med en del mystik, men det kan også være begrundet i had til "den lille, grimme, dynamiske despot". 
Sophias 11-årige lillesøster, Josephine, som altid lytter ved dørene, har tilsyneladende kendskab til morderens identitet, men hun fortier oplysninger for politiet. Charles forsøger at vinde hendes tillid og beskytte hende mod morderen, som måske frygter, at hun kender sandheden. Det er imidlertid en af de mistænkte, der afslører sandheden til sidst. Pointen afsløres i Agatha Christies fortælleteknik.
Charles' far holder en længere belæring om morderes karaktertræk, som måske kan give læseren et fingerpeg om, hvem der står bag drabet.  Han forklarer bl.a., at mordere er forfængelige og har trang til at vise omverdenen, hvor dygtige de er, men også er ensomme, fordi de er nødt til at skjule deres ugerning.
": Men da han ikke kan tale med nogen om, hvordan han gjorde det, kan han i alt fald tale om selve mordet – diskutere det, fremsætte teorier, endevende det om man så må sige".  Meget tyder på, at dette er forfatterens eget synspunkt; Hercule Poirot, som ikke er tilstede her, deler ved flere lejligheder lignende synspunkter.

## Anmeldelser
Anmeldere karakteriserer normalt denne roman som en god Christie med en interessant pointe. 

## Danske udgaver
- Wangel;Wøldike; 1990.
- Aschehoug; 3. udgave; 2007
- Carit Andersen (De trestjernede kriminalromaner, nr. 48); 1960. Titel Det mærkelige hus